# 손인갑
손인갑(孫仁甲, ?~1592년)은 조선 중기의 무신, 의병장이다. 본관은 밀양으로 1592년 임진왜란이 일어나자 합천에서 의병을 일으켜 공을 세웠다. 이 공으로 동래부사에 임명되었으나 취임 전에 전사했다.

## 같이 보기
- 의령 쌍절각 - 경상남도 문화재자료 제656호